# Nina Broznić
Nina Broznić (* 19. Februar 1991 in Rijeka) ist eine ehemalige kroatische Skilangläuferin. 

## Werdegang
Broznić nahm von 2006 bis 2018 an Wettbewerben der Fédération Internationale de Ski teil. Ab 2009 trat sie vorwiegend beim Skilanglauf-Balkan-Cup an. Dabei belegte sie 2013 und 2014 jeweils den vierten Platz in der Gesamtwertung. Bei den Olympischen Winterspielen 2010 in Vancouver belegte sie den 52. Rang im Sprint. Ihr erstes von drei Weltcuprennen lief sie im Dezember 2010 in Davos, welches sie mit dem 74. Rang im Sprint beendete. Bei den nordischen Skiweltmeisterschaften 2011 in Oslo erreichte sie den 68. Platz im Sprint und den 61. Rang über 10 km klassisch. Bei den nordischen Skiweltmeisterschaften 2013 im Val di Fiemme errang sie den 86. Platz über 10 km Freistil und erneut den 68. Platz im Sprint. In der Saison 2013/14 erreichte sie in Szklarska Poręba mit dem 45. Platz im Sprint ihr bestes Resultat im Weltcupeinzel. Im Sommer 2014 startete sie im Rollerski-Weltcup. Dabei kam sie zweimal auf den dritten und einmal auf den zweiten Platz und belegte den sechsten Platz in der Gesamtwertung. Im folgenden Jahr errang sie bei den Rollerski-Weltmeisterschaften 2015 im Fleimstal den 16. Platz im Massenstartrennen und den 13. Platz im Sprint.